# Verónica Cangemi
Verónica Cangemi (Mendoza, 10 de octubre de 1964) es una soprano argentina de amplia trayectoria en Europa especialmente en el área de la música barroca y de práctica informada.
Inició su carrera en Europa, interpretando los roles de Armida de Gluck, con Marc Minkowsky y Les Musiciens du Louvre, en Versalles, Hänsel und Gretel con Radio France y, más tarde, Zerlina (Don Giovanni), Pamina (La flauta mágica) e Ilia (Idomeneo) en el Teatro Colón de Buenos Aires.
Le siguieron Despina (Cosí de fan tutte) y Les Pelerins de la Mecque, en Montpellier, con William Christie; Ombra Felice en el Festival de Salzburgo y en el Teatro de los Campos Elíseos de París; Susanna (Las bodas de Fígaro), Adina (L´elisir d´amore), como miembro de la Ópera de Lyon; Plateé de Rameau, en el Festival de Lisboa y Emilia (Catone in Uttica, de Vivaldi),
En París; Ilia (Idomeneo), con Marc Minkowski, en la Flanders Opera y en la Ópera Nacional de Lyon; Orfeo de Monteverdi, con Il Giardino Armonico, en el Festival de Graz; L´incoronazione di Poppea, en el Teatro Comunale de Florencia y Dalinda (Ariodante), en la Ópera Estatal de Baviera.
Interpretó el papel titular en La Griselda, de Scarlatti, en el Festival de Innsbruck y en la Deutsche Staatsoper de Berlín; Celos aún del aire Matan (ópera barroca española), en el Teatro Real; Emilia (Cattone in Uttica), en la Ópera de París, con Jean-Claude de Montreux, Armida (Rinaldo), en la Ópera Estatal de Baviera, Ifigenia en Áulide, en Glyndebourne y en el Festival Lufthansa de Londres.  
Ha cantado dirigida por los maestros Zubin Metha, Claudio Abbado, John Elliot Gardiner, Andrea Marcon, Fabio Biondi, William Christie, Nikolaus Harnoncourt, Sir Neville Marriner, Jean Christophe Spinosi, Adam Fischer, Heinrich Schiff en Festival de Winterthur (Suiza), Tomas Hengelbrock en Würzburg (Alemania), Marc Minkowski y Les Misiciens du Louvre (Francia), Jean- Claude Malgoire y La Grande Ecurie et la Chambre du Roy, Giovanni Antonini e Il Giardino Armonico, Ivor Bolton, René Jacobs  y Tom Koopman.
Su amplia discografía comprende obras de Vivaldi, con el Ensemble Matheus y Jean Christophe Spinosi, así como la Griselda de Scarlatti, con René Jacobs, para Harmonia Mundi, Ariodante de Haendel, grabación en vivo muy premiada por la crítica europea, La Fida Ninfa también ganadora del diapasón de oro de Francia, el disco "Italia 1600 - Argentina 1900", además de El burgués gentilhombre de Strauss, para Virgin Classics; Roggiero (Tancredi) con Roberto Abbado, para BMG-RCA; galardonado con el Diapason d´Or en 1998 y el premio Orphée d´Or. También ha grabado Orfeo y Eurídice, de Gkuck, interpretado el rol de Euridice, con la Freiburger Barockorchester y René Jacobs, para Harmonia Mundi; Orlando Furioso de Vivaldi, con el Ensemble Matheus y dirección de J.C. Spinosi, para Naïve. Su grabación de la Griselda (Naïve) fue premiada con Diapason d´Or en 2006. Más recientemente grabó Ottone in Villa de Vivaldi con Il Giardino Armónico y La Concordia de’ pianeti de Antonio Caldara para la Deutschegrammophon.
Algunas de sus actuaciones en vivo se han editado en DVD, como Lucio Silla, de Mozart, grabado en el Festival de Salzburgo en 2006, Ercole Amante de Cavalli y Deidamia de Haendel en la ópera de Ámsterdam.
Desarrolla una carrera internacional que la ha llevado a cantar en los grandes teatros del mundo tales como Wiener Staatsoper, Ópera de Múnich, Teatro Comunale de Florencia, Teatro La Fenice de Venecia, Teatro alla Scala de Milán, Theater an der Wien, Ópera de Zúrich, Teatro de La Moneda de Bruselas, Ópera de Washington, Ópera de San Francisco, Ópera de Dresde, Ópera de Ámsterdam, Teatro de los Campos Elíseos de París, Teatro Colón de Buenos Aires, la Ópera Nacional de Tokio, en donde interpretó en 2012 el rol de Mimi, en La Boheme de Puccini, a lo que se agrega en el 2013 la Zerlina de Don Giovanni de Mozart en la ópera de Washington, la Condesa, en Las Bodas de Figaro, en Karlsruhe, Despina de Cosi fan tutte en Bari bajo la dirección de Roberto Abbado; y en 2014 los roles de Micaela de la ópera Carmen, de Bizet, en el Covent Garden de Londres, Ilia, de Idomeneo de Mozart en el Teatro Colon y Polissena de Radamisto en la Ciudad de México.
La temporada 2018-2019 incluye: Concierto en La Maestranza junto a la Orquesta Barroca de Sevilla, L’incoronazione de Poppea en el Teatro del Liceu (Barcelona) y Teatro Colón (Buenos Aires), La clemenza di Tito (Liege), Pelleas et Melisande y Turandot en el Teatro Colón, Concierto por los 25 años de Carrera internacional en la Sala Sinfónica del CCK, La Concordia de Pianeti (Ámsterdam), conciertos en Praga y Versailles junto a Collegium 1704 y La Cetra, y la grabación de Il Giustino de Vivaldi, solo por nombrar algunos.
En marzo de 2019 organizó y presidió el primer Concurso Internacional de Canto Lírico de Mendoza, junto a un prestigioso jurado internacional.
Durante la temporada 2020-2021 realizó conciertos en el Auditorio Nacional Adela Reta (SODRE) de la ciudad de Montevideo, Uruguay, Teatro Mayor Julio Mario Santo Domingo de la ciudad de Bogotá y Teatro Colón de Buenos Aires en el cual también dio cierre a la Temporada Lírica 2021 realizando 6 funciones de La Finta Giardiniera de W. A. Mozart y la grabación de un CD dedicado por completo a la Música Popular de Cuyo (Región de Argentina) junto a Gustavo Grobocopatel. Sus compromisos para 2022 incluyen el inicio de la Temporada Lírica del Teatro Colón y Teatro del Bicentenario (San Juan) con 12 funciones de La Bohème en el rol de Mimí, Recital en la ciudad de Bogotá junto a la Orquesta de Cámara de la Filarmónica Juvenil de la Orquesta Filarmónica de Bogotá, Recital junto al tenor suizo Michael Schade en el Teatro Colón de la ciudad de Buenos Aires, Recital dedicado íntegramente a Vivaldi bajo la dirección de Rubén Dubrovsky y L’arbore di Diana de Vicente Martin y Soler en el Theater an der Wien.  
Su trabajo profesional no está limitado sólo al ámbito artístico, sino que alterna con sus actuaciones en todo el mundo la actividad docente en la búsqueda de impulsar la carrera profesional de jóvenes cantantes que se inician, impartiendo diversos Master Class en Italia, en Estados Unidos y con mayor regularidad en el Programa de Canto que dirige para la Fundación de Postgrado de la Universidad de Congreso, así como también en el organismo artístico Opera Studio perteneciente a la Universidad Nacional de Cuyo y del cual es directora, en Mendoza, Argentina.

## Premios y reconocimientos
Ha sido galardonada en 2009 con el Diploma al Mérito de los Premio Konex, y en 2019 con el Konex de Platino a la mejor Cantante Femenina de la década en la Argentina.
En diciembre de 2019 fue declarada Personalidad destacada de la Ciudad Autónoma de Buenos Aires en el ámbito de la cultura por la Legislatura de la Ciudad Autónoma de Buenos Aires en reconocimiento a su «trayectoria de más de 30 años en los escenarios más destacados del mundo».

## Discografía de referencia
- Caldara: La concordia de' pianeti / La Cetra - Marcon
- Gluck: Orfeo y Euridice / Jacobs
- Haendel: Alcina / Bolton
- Haendel: Ariodante / Minkowski
- Haendel: Fernando Re Di Castiglia / Curtis
- Mozart: Lucio Silla / Netopeli (Salzburgo DVD)
- Mozart: Lucio Silla / Netopeli
- Rossini: Tancredi / Peeters
- Scarlatti: Griselda / Jacobs
- Stradella: Santa Edita / Ensemble Mare Nostrum
- Vivaldi: Orlando Furioso / Spinosi
- Vivaldi: Catone In Utica / Malgoire
- Vivaldi: Griselda / Spinosi
- Italia 1600 - Argentina 1900 / Stella Ensemble (obras de Vivaldi, Villa Lobos, Haendel, Guastavino, Piazzolla)
- Pergolesi: Missa S. Emidio - E' dover che le luci - Manca la guida / Abbado